# Roko
Roko je moško osebno ime.

## Izvor imena
Ime Roko je različica moškega osebnega imena Rok 

## Pogostost imena
Po podatkih Statističnega urada Republike Slovenije je bilo na dan 31. decembra 2007 v Sloveniji število moških oseb z imenom Roko: 53.

## Osebni praznik
Osebe z imenom Roko praznujejo osebni praznik takrat kot osebe z imenom Rok.